# David Seidner
David Seidner (ur. 18 lutego 1957 w Los Angeles, zm. 6 czerwca 1999 w Miami Beach) – amerykański fotografik i pisarz.
Pracował jako fotograf przez 25 lat, spędzając wiele czasu w Paryżu. Był jednym z najlepszych na świecie fotografów mody. Do jego najbardziej znanych ze swoich fotografii należą te, które wykonał dla domu mody Yves Saint Laurent, wyraziste portrety i akty oraz seria Orchids (Storczyki), ostatni projekt, zrealizowany przed śmiercią w roku 1999. Jego projekty graficzne i fotografia portretowa były w dużej mierze inspirowane filozofią muzyczną Johna Cage'a, opartą na chińskiej Księdze przemian.

## Życiorys
David Seidner w wieku siedemnastu lat przeniósł się do Paryża, gdzie rozpoczął pracę jako fotograf mody. Miał swoją pierwszą indywidualne wystawy (La Remise du Parc w Paryżu, Los Angeles Institute of Contemporary Art. W Paryżu pracował przez większą część swojej kariery. Miał dwuletni kontrakt na wyłączność z domem mody Yves Saint Laurent. Jego zdjęcia, pojawiające się w takich magazynach jak: Harper’s Bazaar, Harper & Queen, The New York Times Magazine, Vanity Fair i międzynarodowe edycje Vogue z lat 80. i 90., wywierały wielki wpływ na fotografię mody przez ponad dekadę.
Pracował też jako redaktor w niewielkim nowojorskim magazynie mody Bomb. W 1984 roku przeprowadził dla tego wydawnictwa wywiad z legendarną modelką Lisą Fonssagrives, mającą wówczas 72 lata. W wywiadzie dał wyraz swej fascynacji światem mody sprzed lat 60., który określił jako czas precyzyjnie wykonanej sukni, jednego zdjęcia, na zrobienie którego można było poświęcić cały dzień i kobiety, która mogła jak najlepiej zrobić własny makijaż.
W 1986 otrzymał zlecenie na sfotografowanie ubiorów z kolekcji Musée de la mode et du textile.
W latach 90. Seidner, który studiował historię sztuki i literatury chcąc nadać swoim pracom filozoficzną perspektywę, zdobył rozgłos fotografiami obrazów i rzeźb. Fotografował też artystów. W 1993 roku na wystawie w Robert Miller Gallery na Manhattanie zaprezentował czarno-białe portrety artystów, w tym: Louise Bourgeois, Erica Fischla, Jenny Holzer, Ellswortha Kelly, Jeffa Koonsa i Joan Mitchell, którym nadał formę rzymskich popiersi. Dwa lata później na tej samej wystawie przedstawił w formie rzymskich posągów męskie i kobiece akty w pozycji od frontu i od tyłu.

## Choroba
W 1984 roku zachorował na AIDS. Był członkiem zarządu Community Research Initiative on Aids w Nowym Jorku. Począwszy od roku 1993 jego portrety sławnych ludzi żyjących z AIDS zostały wykorzystane w kampanii reklamowej na rzecz badań nad tą chorobą.

## Śmierć
Zmarł na AIDS w swoim domu w Miami Beach mając 42 lata. Przeżyli go: jego współtowarzysz Daniel Wenger, matka Ryna, siostra Sheri i brat Jaime.

## Twórczość

### Fotografie mody
Na fotografiach ekskluzywnej mody projektowanej przez takich twórców jak: Azzedine Alaia, Chanel, Madame Grès, Jean Patou, Emanuel Ungaro, Valentino i Yves Saint Laurent, Seidner stosował często metody fragmentacji, dynamicznego oświetlenia i kadrowania, których właściwości zaczął odkrywać już w swoich najwcześniejszych pracach. Jedna z pierwszych serii pofragmentowanych twarzy zainspirowana została muzyką Johna Cage’a. W pracach tych twarz lub ciało modela zostało wizualnie pocięte i ponownie połączone w całość przez wielokrotną ekspozycję, odbicia fragmentów w lustrze, lub zabiegi chemiczne podczas druku.

### Fotografie artystów
W latach 90. Seidner przez osiem lat fotografował pracownie znanych artystów współczesnych. Aby jeszcze bardziej odróżnić powstałe wówczas prace od fotografii mody, fotografował modelki w ostrym, czarnym tle tworząc następnie obrazy jako misterne, ręczne wykonane odbitki z wykorzystaniem techniki platynotypii. Oprócz zdjęć obrazów i rzeźb wykonywał również czarno-białe zdjęcia portretowe, stosując ostre oświetlenie boczne i kadrowanie na wysokości brody.

### SeriaNudes
W serii Nudes (Akty), Seidner ponownie użył swojej techniki oświetleniowej. Fotografował męskie i żeńskich modele od frontu i od tyłu, stojące w klasycznym kontrapoście na czarnym tle. Dzięki oświetleniu bocznemu uwydatnił ich mięśnie i krzywizny ich ciał, nadając im wygląd marmurowych, greckich rzeźb sportowców, bogów i bogiń.

### Stylizowane portrety
Zainteresowanie Seidnera historią sztuki i portretu osiągnęło swą kulminację w latach, kiedy studiował zagadnienia modeli Johna Singera Sargenta. Odszukał wówczas potomków tych modeli, którymi byli głównie kobiety i mężczyźni z wyższych sfer Anglii i Ameryki. Ich potomków, żyjących ponad wiek później umieszczał do pozowania w podobny sposób, jak ich przodków, często wspartych na sofie lub krześle z epoki. W powstałych w ten sposób dziełach połączył swobodnie współczesną fotografię barwną z konwencjami XIX-wiecznych portretów olejnych Sargenta oraz Ingresa.

### SeriaOrchids
W swojej ostatnim serii obrazów storczyków o nasyconej kolorystyce z 1999 roku Seidner wydawał się odchodzić od portretu i ponownie zgłębiać abstrakcyjne kompozycje ze swoich wczesnych fotografii mody. 

## Wystawy
W czasie swojej działalności zawodowej Seidner miał wystawy indywidualne, uczestniczył też w wystawach grupowych, organizowanych między innymi przez Whitney Museum of American Art i Centre Georges Pompidou. W 2000 roku Maison européenne de la photographie, które ma w swych stałych zbiorach 150 prac Seidnera (portrety, akty, fotografie mody) zorganizował retrospektywną wystawę jego dzieł.

### Indywidualne (wybór)
- 1979 – Portraits (Los Angeles Institute of Contemporary Art, Los Angeles)
- 1980 – La Remise du Parc, Paryż
- 1981 – The Clock Tower, Nowy Jork
- 1982 – Les chaussures de Tokio Kumagai (La Remise du Parc, Paryż)
- 1982 – Photographs (Ton Peek Gallery, Utrecht)
- 1983 – La Remise du Parc, Paryż
- 1985 – Samia Saouma Gallery, Paryż
- 1986 – Moments de Mode (Musée des arts de la mode, Paryż)
- 1989 – Samia Saouma Gallery, Paryż
- 1993 – Portraits of Artists (Robert Miller Gallery, Nowy Jork)
- 1995 – Nudes (Robert Miller Gallery, Nowy Jork)
- 1996 – Visages de l’art contemporain (Maison Européenne de la photographie, Paryż)
- 1999 – Orchids (Baldwin Gallery, Aspen)
- 1999 – David Seidner 1957-1999, Staley-Wise Gallery, Nowy Jork)
- 2000 – Orchids (Paul Morris Gallery, Nowy Jork)
- 2000 – Maison Européenne de la photographie, Paryż
- 2006 – Contemporary Faces Pia Getty, David Seidner (Londyn)
- 2008 – David Seidner - Photographies (Fondation Pierre Bergé, Yves Saint-Laurent, Paryż)[5]

### Grupowe (wybór)
- 1978 – Sculpteurs du VIIe (Mairie du VIIe Arrondissement, Paryż)
- 1979 – Artists by Artists (Whitney Museum of American Art, Downtown Branch, Nowy Jork)
- 1980 – Autoportraits (La Remise du Parc, Paryż)
- 1982 – Modern Masters (Govinda Gallery, Waszyngton)
- 1982 – Faces Photographed (Grey Art Gallery, New York University)
- 1984 – 20 Anni Di Vogue (Sagrato Duomo, Mediolan)
- 1988 – Créateurs de Mode, Créateurs d’image (Musée des arts décoratifs, Paryż)
- 1989 – Yves Saint Laurent – photographies de mode (Centre Georges Pompidou, Paryż)
- 1998 – Unframed VI - CRIA Benefit for AIDS (Charles Cowles Gallery, Nowy Jork)
- 1999 – Paris Photo 99 (Salon International Européen pour la photographie, Paryż)
- 2003 – Archeology of Elegance (Schirmer/Mosel Showroom, Monachium)
- 2004 – Art History: Photography reference painting (Yancey Richardson Gallery, Nowy Jork)
- 2004 – Maison Européenne de la photographie, Paryż)
- 2008 – Festival Transphotographique (Lille)
- 2009 – David Seidner, Paris Fashions, 1945 (ICP, Nowy Jork)[5]

## Publikacje
Seidner dużo publikował, poczynając od artykułów w periodyku literacko-artystycznym Cahiers de l'Énergumène (1983), a kończąc na książce Lisa Fonssagrives: three decades of classic fashion photography (1996). W tej ostatniej zawarł zbiór 100 fotografii szwedzkiej modelki, wykonanych przez 21 fotografów, od Louise Dahl-Wolfe do Erwina Blumenfelda.
- Les Cahiers de L'Energumene (1983)
- Moments de Mode (Éditions Herscher, 1986)
- David Seidner (Schirmer/Mosel, 1989)
- Le Théâtre de la Mode (Du May, 1990)
- The Face of Contemporary Art (Gina Kehayoff, 1996)
- Lisa Fonssagrives: three decades of classic fashion photography (The Vendome Press, 1996)[4].